# Michael Hartmann (football)
Michael Hartmann est un footballeur allemand né le 11 juillet 1974 à Hennigsdorf. Il évoluait au poste de milieu de terrain.

## Carrière
- 1992-1994 : Stahl Brandenburg  Allemagne
- 1994-2005 : Hertha BSC Berlin  Allemagne
- 2004-2007 : FC Hansa Rostock  Allemagne[1]

## Palmarès
- 4 sélections et 0 but en équipe d'Allemagne lors de l'année 2003
- Vainqueur de la Coupe de la Ligue d'Allemagne en 2001 et 2002 avec le Hertha Berlin